# کنار برکه طلایی
کنار برکه طلایی (انگلیسی: On Golden Pond) فیلمی درام است به کارگردانیِ مارک رایدل که در سال ۱۹۸۱ منتشر شد. از بازیگران آن می‌توان به کاترین هپبورن، هنری فوندا، جین فوندا و دابنی کلمن اشاره کرد.
این فیلم در ۱۰ رشته نامزدِ دریافتِ جایزهٔ اسکار شد که از آن میان هنری فوندا جایزه اسکار بهترین بازیگر نقش اول مرد و کاترین هپبورن جایزه اسکار بهترین بازیگر نقش اول زن را از آنِ خود کردند. همچنین ارنست تامپسون برندهٔ جایزه اسکار بهترین فیلم‌نامه اقتباسی شد.